# Rokudenashi Blues
Rokudenashi Blues (яп. ろくでなし BLUES, Rokudenashi Burūsu, укр. Хуліганський блюз) — японська серія манґи про бокс, написана та проілюстрована Масанорі Морітою. Серіал виходив у журналі сьонен-манґи Weekly Shonen Jump видавництва Shueisha з травня 1988 року по лютий 1997 року, а його глави були зібрані у 42 томи. Станом на серпень 2013 року тираж Rokudenashi Blues перевищив 60 мільйонів примірників, що зробило її однією з найбільш продаваних серій манґи.

## Сюжет
В центрі історії — Тайсон Маеда (яп. 前田太尊, Maeda Taison), учень-хуліган старшої школи Тейкен (яп. 帝拳高校), який мріє стати чемпіоном світу з боксу. Манґа розповідає про Маеду (та його друзів і суперників), як він бореться протягом трьох років навчання у старшій школі, стаючи одним із найсильніших і найвідоміших школярів-бійців у всьому Токіо. Це не просто манґа з постійними бійками, Rokudenashi Blues наповнена гумором і добре продуманими сюжетними лініями про честь, дружбу та тиск, який чинить на школярів-правопорушників у Японії. Короткі кумедні історії з тібі-версіями персонажів публікувалися під назвою «Rokudenashi Buru-chu».

## Персонажі

### 4 Небесні Королі
Студенти Токіо вважають 4 Небесних Королів найсильнішими бійцями Токіо. Кожен з них походить з окремого району і часто вступає в контакт один з одним протягом другої половини манґи, що часто призводить до кривавих, затягнутих собачих боїв між залученими школами.
Тайсон Маеда (яп. 前田太尊)
Відомий хуліган зі школи Тейкен, що в районі Кітідзідзьодзі в Мусасіно, Токіо, відомий своєю пристрастю до боксу, вуличних бійок і свого мопеда Чавес. Незважаючи на те, що Тайсон є правопорушником, його легко розлютити, і він іноді робить дурниці (він вдарив професора, коли почув, що дівчина змінила свою шкільну форму), він має почуття честі і поваги, і дуже цінує своїх друзів. Тайсон також відомий як один з елітної токійської четвірки, або «Небесних королів», і прагне стати чемпіоном світу з боксу. Тайсону подобається дівчина Тіакі Нанасе. Його ім'я походить від імені борця Акіри Маеда та колишнього чемпіона світу у важкій вазі Майка Тайсона. Він живе зі своїм братом у житловому комплексі Honky Tonk. Він та його старший брат переїхали з півдня Японії до Токіо, щоб не успадкувати професію батька, який був монахом. Він стає вразливим і завжди починає плакати після того, як випив.
Онідзука (яп. 鬼塚)
Найжорстокіший з 4-х Небесних королів, Онідзука походить з токійського району Сібуя. Він залізною рукою контролює школу, яку відвідує, змушуючи своїх однокласників платити за захист, щоб бути в безпеці. Коли Маеда та його друзі захищають від нього одного з однокласників Онідзуки, між ними починається кривава війна: Онідзука викидає Сакамуру з вікна другого поверху, ламає ребра Муто і захоплює в полон решту друзів Маеди. У фінальній сутичці Онідзука поранив Маеді обидві руки і встромив викрутку йому в ногу. Врешті-решт Маеда використовує фірмовий удар карате, якого він навчився від батька, щоб відправити Онідзуку в нокаут. У середній школі він та Акаґі були однокласниками, доки Онідзука під час бійки не вибив йому більшість його зубів стільцем, і Акаґі не перевівся до іншої школи. Після поразки від Маеди, Онідзука кардинально змінюється, поважає друзів і втрачає свою жорстокість. Дотримуючись панк-рокового стилю більшості персонажів, Онідзука значною мірою схожий на Біллі Айдола.
Якусідзі (яп. 薬師寺)
Якусідзі — на перший погляд безтурботний, безнадійний романтик, якому страшенно не щастить у коханні. Він живе в Асакусі. Дуже забобонний, протягом манґи його часто можна побачити за читанням гороскопу та відвідуванням святинь на щастя. Однак за його невимушеною поведінкою ховається його бойова сила та бойова доблесть. Він часто впадає в меланхолію і здається найрозумнішим і наймудрішим з 4 Небесних Царів. У дитинстві він і Тіакі були найкращими друзями, і він часто думає про неї. У нього зачіска у стилі Тедді, пофарбована в каштановий колір. Маеда відчуває сильну неприязнь до Якусідзі через його стосунки з Тіакі.
Касаї (яп. 葛西)
Найагресивніший і, мабуть, найсильніший з 4 Небесних Королів, Касаї сповнений всепоглинаючої потреби довести свою правоту і зберегти повагу однокласників, б'ючи кожного, кого він вважає сильнішим. Школа, до якої він ходить, має найгіршу репутацію в усьому Токіо і вважається місцем вербування якудзи. Здолавши всіх в Ікебукуро, він вирішує раз і назавжди довести, хто є найсильнішим з 4 Небесних Королів, принизивши кожного з них. Його лють і бажання бути першим починає переповнювати його, руйнуючи його психіку і стосунки з друзями.

## Медіа

### Манґа
Rokudenashi Blues, написаний та проілюстрований Масанорі Морітою, публікувався в журналі Weekly Shonen Jump видавництва Shueisha з 30 травня 1988 року до 17 лютого 1997 року. Shueisha зібрали розділи манґи в 42 томи, які виходили з 10 січня 1989 року до 4 квітня 1997 року. Пізніше видавництво перевипустило серіал у 25-томному виданні з 12 грудня 2002 року по 12 грудня 2003 року.

### Аніме-фільми
Аніме-фільм виробництва Toei Animation вийшов 11 липня 1992 року. Другий фільм під назвою «Rokudenashi Blues 1993» вийшов 24 липня 1993 року.

### Ігровий фільм
Ігровий фільм виробництва Pony Canyon, TV Tokyo та Pal Entertainments Production був випущений 16 лютого 1996 року. Другий фільм під назвою «Rokudenashi Blues 98» вийшов 22 серпня 1998 року.

### Відеоігри
Відеогра під назвою Rokudenashi Blues, створена Bandai і розроблена TOSE, була випущена для сімейного комп'ютера в 1993 році. Ще одна відеогра під назвою Rokudenashi Blues: Taiketsu! Tōkyō Shitennō (яп. ろくでなしBLUES 対決！東京四天王) була випущена для Super Famicom у 1994 році.
П'ять персонажів з Rokudenashi Blues з'явились у Battle Royale грі Jump Ultimate Stars на Nintendo DS. У грі Маеда є персонажем підтримки (він може або бити противників, або переїхати їх своїм скутером), тоді як Ямасіта, Савамура, Тіакі та Маса є допоміжними персонажами. Маеда був одним із головних героїв у Famicom Jump II: Saikyō no Shichinin, рольовій грі, випущеній у 1991 році.
Деякі персонажі Rokudenashi Blues також були представлені в Cult Jump, пригодницькій грі, випущеній для Game Boy.

### Дорама
Японська дорама була анонсована в 25-му випуску Weekly Young Jump у травні 2011 року. Вона транслювалася на Nippon TV з 6 липня по 28 вересня 2011 року.

## Сприйняття
Станом на серпень 2013 року Rokudenashi Blues мав тираж понад 60 мільйонів копій, що зробило її однією з найбільш продаваних серій манґи.